# 1650-ті до н. е.

## Події
- Єгипет: Другий перехідний період:
  - одночасне правління (1802–1650 роки до н. е.):
    - Верхній Єгипет: XIII династіія;
    - Нижній Єгипет: XIV династія;

  - початок XV (гіксоської) та XVI (фіванської) династій в Стародавньому Єгипті. Можливо, початок Абідосської династії.